# Leucania pertracta
Leucania pertracta är en fjärilsart som beskrevs av Morrison 1875. Leucania pertracta ingår i släktet Leucania och familjen nattflyn. Inga underarter finns listade i Catalogue of Life.